# Ornithoica submicans
Ornithoica submicans är en tvåvingeart som beskrevs av Maa 1963. Ornithoica submicans ingår i släktet Ornithoica och familjen lusflugor. Inga underarter finns listade i Catalogue of Life.